# Perfect (canción de Depeche Mode)
Perfect es una canción del grupo inglés de música electrónica Depeche Mode compuesta por Martin Gore, publicada en el álbum Sounds of the Universe de 2009, la cual tuvo una edición como sencillo puramente promocional en los Estados Unidos.

## Descripción
Perfect es una canción sumamente electrónica, prácticamente robotizada como el grupo no hacía desde algún tiempo atrás, lo cual de paso caracteriza a varios de los temas del álbum Sounds of the Universe, con una casi completa ausencia de acompañamiento acústico como venían haciendo en discos pasados.
Comienza con un acompasado efecto recargadamente sintético el cual cubre toda la melodía de la canción, incorporando a los pocos segundos acompañamiento de efectos igual de robotizados manteniendo todo el tiempo una modulación por completo artificial, además de la voz someramente filtrada del cantante David Gahan, para del mismo modo mantener su singularidad como tema sintético, sin embargo, hay un casi por completo desapercibido acompañamiento de cuerdas, el cual se va haciendo más sonoro conforme avanza la canción y se acerca a su coda.
La lírica es también muy peculiar, pues contra la costumbre de Martin Gore resulta muy optimista, planteando un escenario “casi perfecto”. La mitad de la letra está cantada a dos voces, sólo las estrofas son a una voz. De acuerdo a algunas opiniones, el tema vendría siendo el más personal del productor Ben Hillier, pero ello es más que nada por la letra con su sentido casi festivo y su sonido en general desenfadado, baste recordar que algo de lo más conocido del productor es su trabajo previo con Blur, una banda de líricas desenfadadas y burlescas.
Mientras para DM es sólo un nuevo regreso a hacer música electrónica únicamente con sus propios medios, sin un miembro que verdaderamente domine a plenitud la notación de un teclado, lo cual si es muy curioso pues todos sus grandes éxitos electrónicos fueron musicalizados más bien por otros quienes si dominaban las posibilidades de un sintetizador como Vince Clarke y Alan Wilder, con sus Just Can't Get Enough y sus Master and Servant o World in My Eyes, pues en realidad ni Martin Gore ni Andrew Fletcher han sido nunca grandes ejecutantes de un teclado y en su primera etapa como trío lograron sólo un buen tema, See You.
De tal modo Pefect es casi una broma a sus propias carencias como músicos de techno que irónicamente se convirtieron en la apoteosis de ese género y una guasa a todos los detractores que alguna vez tuvieron, una letra cínica hacia todos aquellos que alguna vez les denostaran clamando Gahan con una alegría sintetizada “Todo es casi perfecto, Todo está casi bien, No hay ningún conflicto, No hay ninguna pelea”.
Pero ello es sólo una posible interpretación, pues siempre las canciones de Martin Gore son de significado ambiguo y amplio, aunque ciertamente la letra de Pefect habla de un jurado que condena sin reparos, como a ellos mismos alguna vez les juzgara la crítica, además la primera y la segunda estrofa están en tiempo pasado, mientras la última es en presente.
Perfect no ha sido interpretada en el escenario por DM.